# Fujiwara no Sadaie

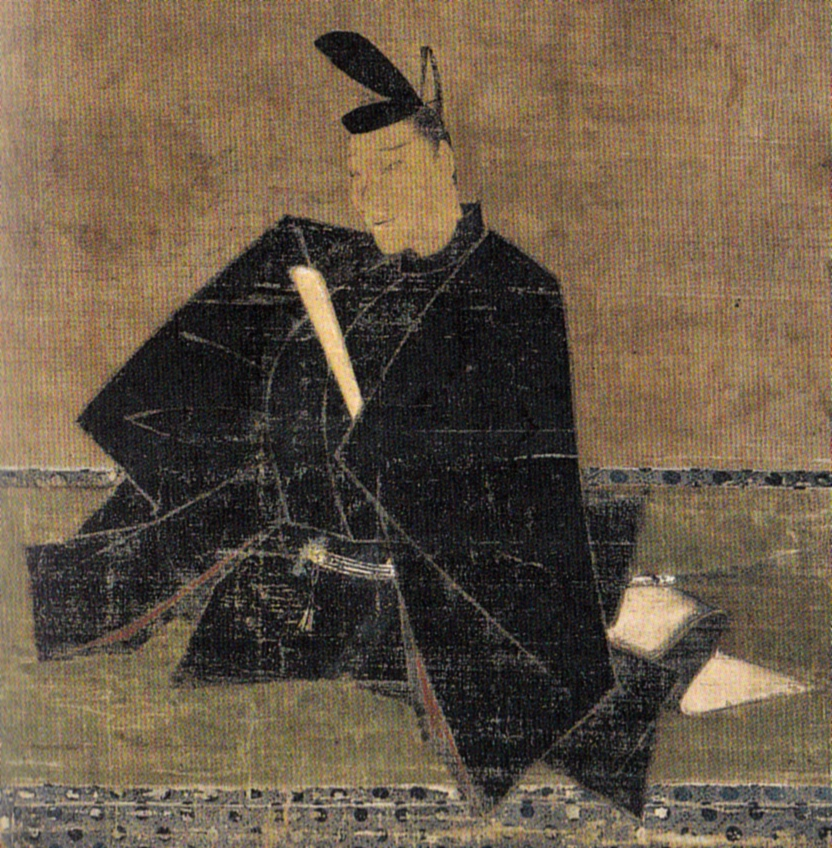
Fujiwara no Sadaie

Fujiwara no Sadaie (jap. 藤原 定家, bzw. in respektvoller Lesung Fujiwara no Teika; * 1162; † 26. September 1241) war ein japanischer Dichter.
Der Sohn des Fujiwara no Toshinari (Fujiwara no Shunzei) gilt als einer der bedeutendsten Dichter Japans und größter Meister der Lyrikform des Waka. In seiner Jugend trat er als bedeutender Innovator dieser Lyrikform hervor. Nach dem Tod seines Vaters 1204 war er als Schiedsrichter bei Lyrikwettbewerben und Lehrer aktiv. Im Auftrag des Tennō Go-Toba stellte er zwischen 1202 und 1205 die Anthologie Shinkokin-wakashū aus etwa 2000 Waka zusammen. Später kam es zu Differenzen mit Go-Toba, die zu seinem Rückzug führten.
Nachdem Go-Toba durch das Shōgunat ins Exil geschickt worden war, wurde Fujiwara no Teika rehabilitiert, konnte jedoch aus
gesundheitlichen Gründen sein aktives Leben nicht wieder aufnehmen. Er übernahm dennoch von Go-Horikawa den Auftrag zu einer weiteren
Waka-Anthologie Shinchokusen-wakashū, die um 1234 fertiggestellt war. Er veröffentlichte zudem eine Reihe literaturkritischer Schriften und Sammlungen exemplarischer Wakas, deren bekannteste Ogura Hyakunin Isshu ist. Von großer historischer Bedeutung ist sein Tagebuch Meigetsuki (明月記, „Aufzeichnungen des klaren/hellen Mondes“), das er von 1180 bis 1235 führte, in dem er detailliert über die höfischen Sitten, Politik, Wirtschaft, Ereignisse und seine Familie schrieb.
In seinen späten Jahren trat er als Herausgeber alter Texte, so des Genji monogatari, und Verfasser von Renga-Gedichten hervor.